# Svjetsko prvenstvo u alpskom skijanju 2015.
Svjetsko prvenstvo u alpskom skijanju 2015. je 43. po redu SP u alpskom skijanju a održano je u Beaver Creeku, Colorado, SAD, u veljači 2015.
Beaver Creek je prije bio domaćin svjetskom prvenstvu 1999., 1989. (samo Vail).
FIS je dodijelio igre 2015. Beaver Creeku 3. lipnja 2010. u turskom gradu Antalyi.

## Finalisti
Sva tri finalista za Svjetsko prvenstvo 2015. prijavili su se i za domaćina Svjetskog prvenstva 2013., koje je dodijeljeno Austriji.
| Grad                                     | Država    | Glasova | Prijašnji domaćini                          |
| ---------------------------------------- | --------- | ------- | ------------------------------------------- |
| Vail Ski Resort / Beaver Creek, Colorado | SAD       | 8       | 1999., 1989. (samo Vail)                    |
| Cortina d'Ampezzo                        | Italija   | 4       | Olimpijske igre 1956.,                      |
| St. Moritz                               | Švicarska | 3       | 2003., 1974., 1Olimpijske igre 1948., 1934. |

Staza za ženski spust izgrađena je nedaleko muške staze Birds of Prey na Beaver Creeku.

## Informacije o utrkama
Sva vremena lokalno

## Medalje

### Skijašice
| Disciplina       | Zlato                    | Srebro                      | Bronca                          |
| Super-G          | Anna Fenninger 1:10,29   | Tina Maze 1:10,32           | Lindsey Vonn 1:10,44            |
| Superkombinacija | Tina Maze 2:33,37        | Nicole Hosp 2:33,59         | Michaela Kirchgasser 2:33,72    |
| Spust            | Tina Maze 1:45,89        | Anna Fenninger 1:45,91      | Lara Gut 1:46,23                |
| Veleslalom       | Anna Fenninger 2:19,16   | Viktoria Rebensburg 2:20,56 | Jessica Lindell-Vikarby 2:20,65 |
| Slalom           | Mikaela Shiffrin 1:38,48 | Frida Hansdotter 1:38,82    | Šárka Strachová 1:39,25         |

### Skijaši
| Disciplina       | Zlato                        | Srebro                  | Bronca                    |
| Super-G          | Hannes Reichelt 1:15,68      | Dustin Cook 1:15,79     | Adrien Théaux 1:15,92     |
| Superkombinacija | Marcel Hirscher 2:36,19      | Kjetil Jansrud 2:36,29  | Ted Ligety 2:36,40        |
| Spust            | Patrick Küng 1:43,18         | Travis Ganong 1:43,42   | Beat Feuz 1:43,49         |
| Veleslalom       | Ted Ligety 2:34,16           | Marcel Hirscher 2:34,61 | Alexis Pinturault 2:35,04 |
| Slalom           | Jean-Baptiste Grange 1:57,47 | Fritz Dopfer 1:57,82    | Felix Neureuther 1:58,02  |

### Ekipno
| Disciplina            | Zlato | Srebro                                                                                              | Bronca |
| Nacionalno natjecanje | Eva-Maria Brem Michaela Kirchgasser Marcel Hirscher Christoph Nösig rezerve: Nicole Hosp, Philipp Schörghofer | Candace Crawford Erin Mielzynski Phil Brown Trevor Philp rezerve: Marie-Pier Préfontaine, Erik Read | Maria Pietilä Holmner Anna Swenn-Larsson Mattias Hargin André Myhrer rezerve: Sara Hector, Markus Larsson |

### Tablica medalja po državama
| Plasman | Država    | Gold | Silver | Bronze | Ukupno |
| 1.      | Austrija  | 5    | 3      | 1      | 9      |
| 2.      | SAD       | 2    | 1      | 2      | 5      |
| 3.      | Slovenija | 2    | 1      | 0      | 3      |
| 4.      | Švicarska | 1    | 0      | 2      | 3      |
| 4.      | Francuska | 1    | 0      | 2      | 3      |
| 6.      | Njemačka  | 0    | 2      | 1      | 3      |
| 7.      | Kanada    | 0    | 2      | 0      | 2      |
| 8.      | Švedska   | 0    | 1      | 2      | 3      |
| 9.      | Norveška  | 0    | 1      | 0      | 1      |
| 10.     | Češka     | 0    | 0      | 1      | 1      |
| Ukupno  | Ukupno    | 11   | 11     | 11     | 33     |

## Natjecatelji
Nastupa oko 700 natjecatelja iz 68 zemalja.
- Albanija
- Andora
- Argentina
- Armenija
- Australija
- Austrija
- Belgija
- Bosna i Hercegovina
- Brazil
- Bugarska
- Cipar
- Crna Gora
- Češka
- Čile
- Danska
- Estonija
- Finska
- Francuska
- Gruzija
- Grčka
- Haiti
- Hrvatska
- Island
- Indija
- Iran
- Irska
- Istočni Timor
- Italija
- Izrael
- Jamajka
- Japan
- Južna Koreja
- JAR
- Kajmanski Otoci

- Kanada
- Kazahstan
- NR Kina
- Kirgistan
- Latvija
- Libanon
- Lihtenštajn
- Litva
- Luksemburg
- Mađarska
- Sjeverna Makedonija
- Malta
- Meksiko
- Moldavija
- Monako
- Nizozemska
- Njemačka

- Novi Zeland
- Norveška
- Peru
- Poljska
- Rumunjska
- Rusija
- SAD
- San Marino
- Srbija
- Slovačka
- Slovenija
- Španjolska
- Švedska
- Švicarska
- Ujedinjeno Kraljevstvo
- Ukrajina
- Uzbekistan

## Vanjske poveznice
- Službena stranica prvenstva  Arhivirana inačica izvorne stranice od 3. veljače 2015. (Wayback Machine)
- FIS stranica  Arhivirana inačica izvorne stranice od 14. veljače 2015. (Wayback Machine)